# Florian Biege
Florian Biege (* 1983 in Gütersloh) ist ein deutscher Diplom-Designer und Illustrator.
Biege studierte nach seiner Gymnasialzeit und dem Zivildienst an der Fachhochschule Münster Design mit dem Schwerpunkt Illustration. Schon als Kind und Jugendlicher hat er mit dem Zeichnen begonnen. Die meisten seiner Werke entstehen direkt am Computer.
2018 erschien mit Monster-Bande ein Kinderspiel, das von Florian Biege entwickelt und grafisch umgesetzt wurde.

## Rezeption
Stefan Keim meint in der Welt zu seinen Bildern an, dass sie die „Qualität großer Gemälde“ haben, „reich in den Details“ seien und dabei eine „räumliche Tiefe“ aufweisen.

## Werke
- Im Bann der Hexer. Ehapa, 2011.

### Werke von Moers/Biege
- mit Walter Moers: Die 13½ Leben des Käpt’n Blaubär mit colorierten Illustrationen. 2013.
- Die Stadt der Träumenden Bücher – Buchhaim. Graphic Novel. 2017.
- Die Stadt der Träumenden-Bücher Band 2: Die Katakomben. Graphic Novel. 2018.

### Ludografie
- Monster-Bande (Drei Hasen in der Abendsonne, 2018)

### Der Normal-Comic
Mit Marc-Uwe Kling und Jan Cronauer als Autoren.
- Normal und die Zero Heroes - Der Normal-Comic, Band 1. 2024

## Auszeichnungen
- 2018: Deutscher Phantastik Preis : Bester Deutschsprachiger Comic: Florian Biege: Die Stadt der Träumenden Bücher – Buchhaim